# Lauren Films Vídeo
Lauren Films Vídeo, que operaba como Lauren Films, fue un sello independiente español de producción y distribución de películas, televisión y vídeos domésticos, creado en colaboración entre Media 8 Entertainment y Araba Films. De 1983 a 1999 sus estrenos fueron distribuidos por CIC Video y de 1999 a 2005 por Paramount Home Entertainment. De 2005 a 2009 fue distribuida por Universal Studios Home Entertainment via Filmax y de 2009 a 2012 por 20th Century Fox Home Entertainment via Metro-Goldwyn-Mayer y Karma Films. 

## Historia
El sello se creó en 1980 con el fin de producir y distribuir productos exclusivos de vídeo doméstico de las películas de Orange Sky Golden Harvest Entertainment.
En 1989, la distribuidora de películas y vídeos domésticos fue nominada a los Premios de la Academia con su largometraje principal Mujeres al borde de un ataque de nervios, de Pedro Almodóvar.Luego la empresa pasó a distribuir películas de Orion Pictures.

### Acuerdo de contribución de Artisan Entertainment
De 1999 a 2006, Artisan Entertainment tuvo un gran acuerdo de distribución con Lauren Films para distribuir y producir el doblaje en español de la película.Artisan Entertainment también puso películas independientes a disposición del público, ya sea directamente en video o en formato de estreno en cines, en DVD y VHS.
Hasta 2006, Lauren Films mantuvo un catálogo para New Line Cinema y United Artists hasta que Filmax y Tripictures decidieron comprarles la distribución, lo que provocó que Lauren Films cesara sus productivos acuerdos de distribución con esas dos compañías.
Lauren Films también ha creado una película propia. Ha producido películas, entre ellas una coproducción con T.E.M. Productores S.A. In a Glass Cage, y la ha distribuido públicamente en España y parte de Cataluña, su comunidad autónoma.

### Apertura del Berlin Opener.
Lauren Films produjo Berlin Opener para España con el fin de procesar la mayor participación en las tasas de recaudación.

#### Adquisición por parte de Media 8 Entertainment y Araba Films
Bloom, anteriormente Media 8 Entertainment y Araba Films llegaron a un acuerdo para adquirir conjuntamente Lauren Films. Llevó varios meses, pero se completó en 2007. Media 8 dijo que adquirió la participación mayoritaria, mientras que Araba Films adquirió la participación minoritaria de la empresa. En 2013, Media 8 Entertainment y Araba Films perdieron sus participaciones con respecto al cierre de Lauren Films en 2014.

## Otros acuerdos de distribución
Lauren Films no sólo tenía acuerdos de distribución con Orion Pictures, Orange Sky Golden Harvest y Artisan Entertainment. Como distribuidora que lideraba las ventas internacionales, Lauren Films pasó a dominar, sindicar y consumir otras películas para vídeo doméstico dobladas al español y al catalán de otras partes de los Estados Unidos, además de firmar acuerdos con Miramax Films (propiedad de Disney hasta 2010) y Summit Entertainment (una filial de Lionsgate).
Lauren Films también firmó acuerdos de colaboración con Walt Disney Studios para un catálogo de películas de Disney dobladas en catalán, así como para distribuir una copia en catalán de la película de Pixar Toy Story.

### Películas distribuidas por Lauren Films
| Nombre                    | Fecha de lanzamiento                                                 | Distribuidor original |
| ------------------------- | -------------------------------------------------------------------- | --- |
| El paciente inglés        | 15 de noviembre de 1996                                              | Miramax Films (propiedad de Paramount Global y anteriormente The Walt Disney Company)                                                                                  |
| Pastel americano          | 9 de julio de 1999                                                   | Universal Pictures (Imágenes universales) |
| El indomable Will Hunting | 2 de diciembre de 1997                                               | Miramax Films (propiedad de Paramount Global y anteriormente The Walt Disney Company)                                                                                  |
| Réquiem por un sueño      | 14 de mayo de 2000                                                   | Summit Entertainment y Artisan Entertainment (propiedad de Lionsgate Films)                                                                                            |
| Malena                    | 27 de octubre de 2000                                                | Medusa Film (en Italia) y Miramax Films (en Estados Unidos) |
| Toy Story                 | 19 de noviembre de 1995                                              | Walt Disney Pictures (Walt Disney Studios Motion Pictures/Buena Vista Pictures Distribution, parte de la unidad Disney Entertainment, segmento de Walt Disney Company) |
| La vida es bella          | 20 de diciembre de 1997                                              | Miramax Films (propiedad de Paramount Global y anteriormente The Walt Disney Company)                                                                                  |
| Película de miedo         | 7 de julio de 2000                                                   | Miramax Films (bajo su división Dimension Films) |
| Tierra de policías        | 14 de mayo de 2000 (misma fecha de estreno que Réquiem por un sueño) | Miramax Films (propiedad de Paramount Global y anteriormente The Walt Disney Company)                                                                                  |